# Тыртов, Сергей Петрович
Сергей Петрович Тыртов (19 октября 1839, Миронежье, Тверская губерния — 10 января 1903, Севастополь, Таврическая губерния) — русский вице-адмирал, командующий Черноморским флотом в 1898—1903 годах.

## Биография
Родился 19 (31) августа 1839 года. По одним сведениям он родился в имении Миронежье в Тверской губернии в семье отставного подполковника конной артиллерии Петра Александровича Тыртова (?—1862); по другим — его отцом был отставной флотский офицер, после смерти которого его сын и был зачислен 9 января 1850 года в морскую роту Александровского кадетского корпуса для малолетних детей. С 31 августа того же года воспитывался в Морском кадетском корпусе, откуда 1 мая 1854 года выпущен в чине гардемарина. В 1855 году участвовал в обороне Кронштадта на канонерской лодке «Осётр»; 14 мая 1856 года был произведён в чин мичмана и назначен в 3-й Флотский экипаж. В 1860 году переведён в 11-й флотский экипаж и назначен на клипер «Абрек», отправляющийся к устью Амура. 17 апреля 1862 года произведён в чин лейтенанта.
С 1863 года совершил ряд плаваний: 5 января 1863 года был назначен старшим офицером парусно-винтового клипера «Разбойник», 14 сентября того же года — старшим офицером парусно-винтового корвета «Новик», на котором участвовал в экспедиции к берегам Америки; 6 мая 1866 года на корвете «Богатырь» вернулся из кругосветного плавания в Кронштадт и в том же году был награждён орденом Святого Владимира 4-й степени.
В 1868—1871 годах служил в должности старшего офицера монитора «Ураган» броненосной эскадры Балтийского флота, 13 февраля 1871 года назначен старшим офицером броненосной батареи «Не тронь меня», а 1 января 1872 года произведён в чин капитан-лейтенанта.

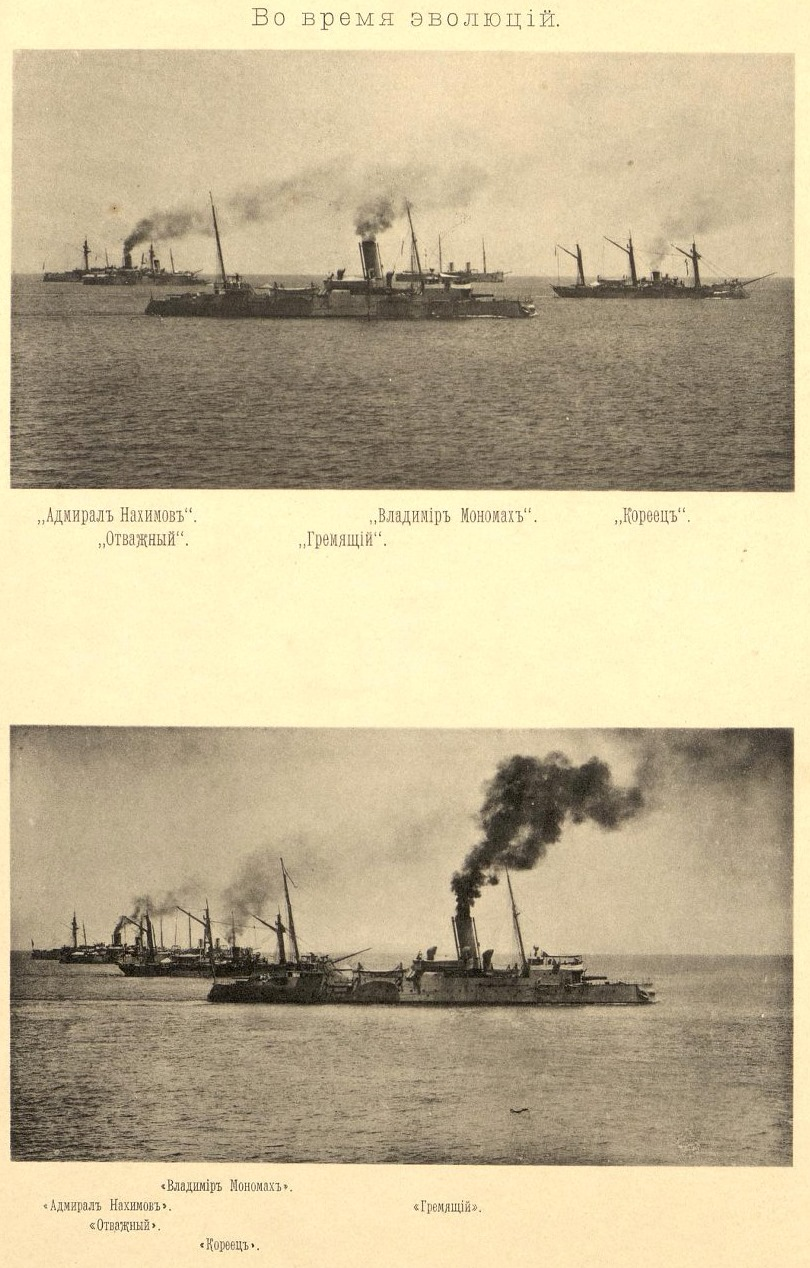
Чифу. Русские корабли на рейде под командованием Тыртова. 1895 г.

22 января 1873 года назначен командиром клипера «Гайдамак» на котором в течение пяти лет плавал в дальневосточных водах. В июле-августе 1875 года участвовал в гидрографических работах в Анадырском заливе и в первой описи бухты Провидения. Затем Сергей Петрович обеспечивал работы лейтенанта М. Л. Онацевича по хронометрической связи пунктов российского побережья Японского моря с японскими и китайскими портами. 1 января 1876 года был награждён орденом Святой Анны 2-й степени. В том же году участвовал во «Второй американской экспедиции».
После возвращения в Кронштадт, 18 июля 1879 года С. П. Тыртов был произведён в чин капитана 2-го ранга; 30 августа 1883 года назначен командиром броненосного фрегата «Генерал-Адмирал» с производством в чин капитана 1-го ранга; 1 января 1886 года он был назначен командиром строящегося барбетного броненосца «Чесма» с переводом на Черноморский флот.
1 января 1888 года С. П. Тыртов был произведён в чин контр-адмирала. В 1890 году награждён орденом Святого Станислава 1-й степени. В 1891 году назначен начальником штаба Черноморского флота и портов Чёрного и Каспийского морей; 16 мая 1892 года назначен старшим флагманом Черноморской флотской дивизии.

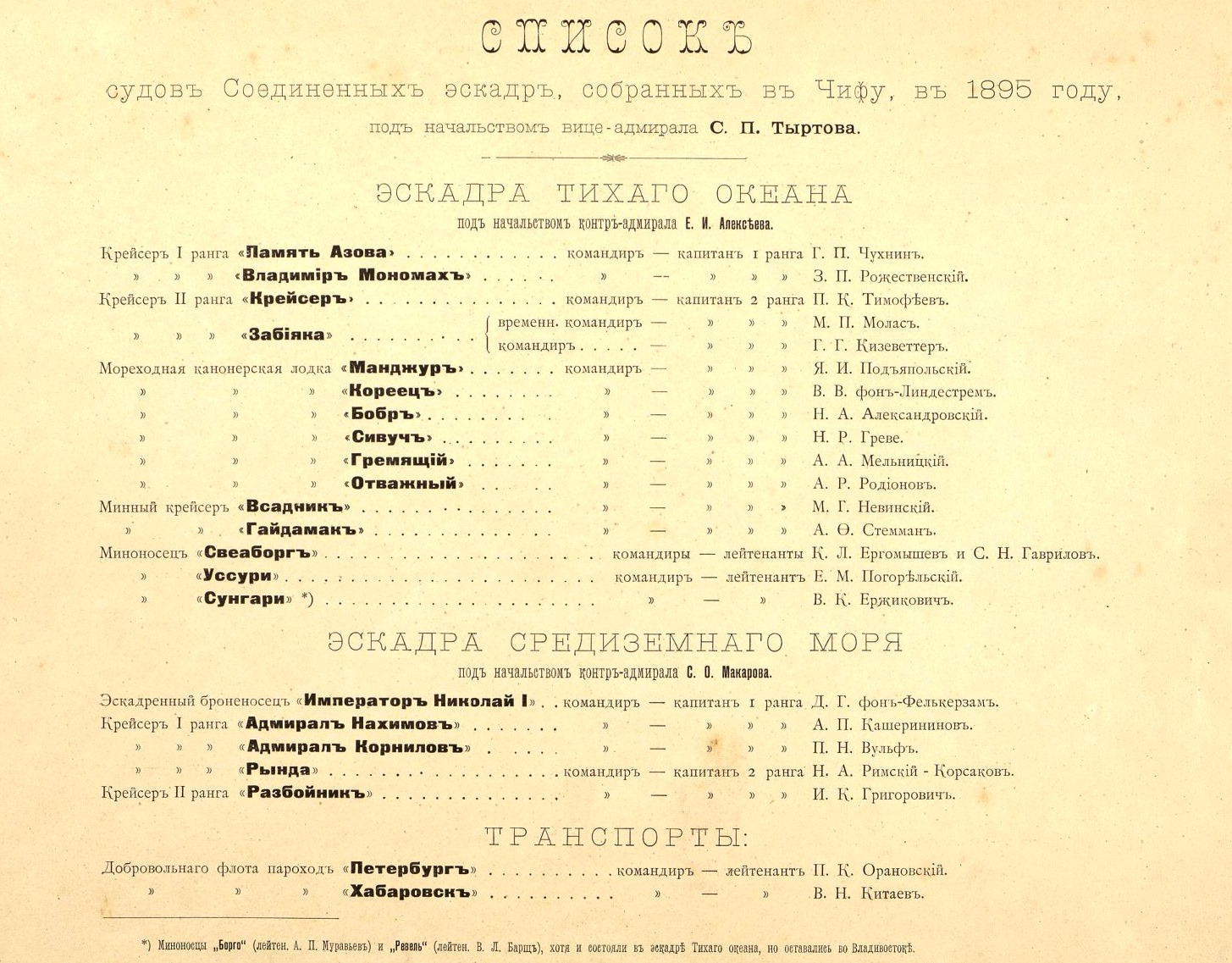
Список судов Соединенных эскадр русских кораблей, собранных в китайском Чифу в 1895 г.

30 ноября 1892 года назначен начальником Тихоокеанской эскадры. 1 января 1894 года произведён в чин вице-адмирала и в том же году награждён орденом Святой Анны 1-й степени.
13 марта 1895 года назначен командующим объединёнными Тихоокеанской и Средиземноморской эскадрами в тихоокенском регионе. В китайском порту Чифу собрал более 20 военных кораблей в связи с угрозой войны с Японией.
1 января 1896 года назначен старшим флагманом 2-й дивизии Балтийского флота и в том же году награждён орденом Святого Владимира 2-й степени.
6 мая 1898 года назначен главным командиром Черноморского флота и портов и военным губернатором Николаева. В следующем году награждён орденом Белого орла. 17 сентября 1902 года по результатом Высочайшего смотра удостоился Высочайшей благодарности. 21 сентября 1902 года при спуске на воду крейсера «Очаков» удостоился Высочайшей благодарности.
Похоронен в Севастополе в Владимирском соборе.

## Память
- Именем С. П. Тыртова названа гора в заливе Лаврентия (Берингово море)[3].
- Именем С. П. Тыртова назван мыс (мыс Тыртова, Японское море, 35°31′ с.ш., 129°24′ в.д., мыс обследован в 1893 экипажем канонерской лодки «Бобр», им же присвоено название мысу; в настоящее время русское название на карты не наносится)[3].